# أليساندرو محمود
أليساندرو محمود (بالإيطالية Alessandro Mahmoud) المولود في ميلانو، إيطاليا (في 12 سبتمبر /أيلول 1992) والمعروف بالإسم الفردي محمود (بالأحرف اللاتينية Mahmood مع تغيير في التهجئة) هو مغني إيطالي من أصول مصرية، ويمثل إيطاليا في مسابقة الأغنية الأوروبية المعروفة باليوروفيجن مع أغنية Soldi بعد أن ربح مهرجان سان ريمو الموسيقي (Sanremo Music Festival) مع هذه الأغنية من ضمن 24 أغنية. الأغنية وصلت إلى قمة لائحة الأغاني في إيطاليا.
محمود والده مصري وأمه إيطالية، وشارك سابقا في الموسم السادس من النسخة الإيطالية من ذا إكس فاكتور عام 2012.

## الألبومات
- 2019: Gioventù bruciata

## EPs
- 2013: Fallin' Rain
- 2018: Gioventù bruciata

## سينغلز
- 2018: Gioventù bruciata
- 2019: Soldi

## وصلات خارجية
- أليساندرو محمود على موقع IMDb (الإنجليزية)
- أليساندرو محمود على موقع روتن توميتوز (الإنجليزية)
- أليساندرو محمود على موقع ميوزك برينز (الإنجليزية)
- أليساندرو محمود على موقع أول ميوزيك (الإنجليزية)
- أليساندرو محمود على موقع ديسكوغز (الإنجليزية)
- أليساندرو محمود على موقع قاعدة بيانات الفيلم (الإنجليزية)

- الموقع الرسمي